# إيفانز ألسايد
إيفانز ألسايد (بالإنجليزية: Evens Alcide)‏ هو لاعب كرة قدم بريطاني في مركز الوسط، ولد في 22 يوليو 1992 في كوكبرن تاون في المملكة المتحدة.

## وصلات خارجية
- إيفانز ألسايد على موقع قاعدة بيانات كرة القدم.إي يو (الإنجليزية)
- إيفانز ألسايد على موقع ناشيونال فوتبول تيمز (الإنجليزية)
- إيفانز ألسايد على موقع Soccerway.com (الإنجليزية)